# Kfz-Kennzeichen (Elfenbeinküste)

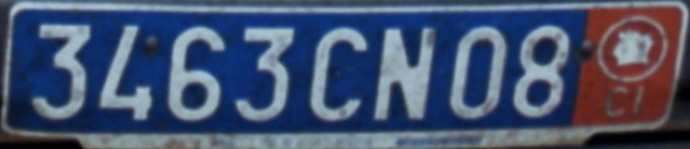
Aktuelles Kfz-Kennzeichen aus der Region Zanzan (08)

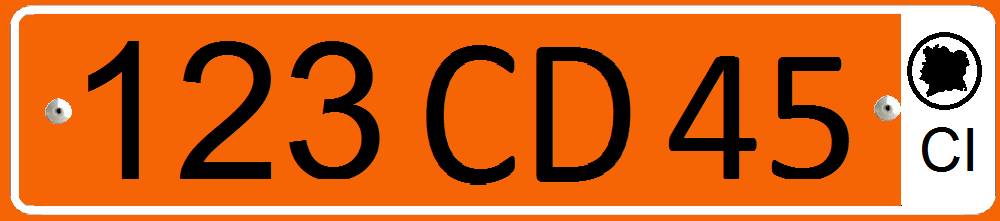
Muster eines Diplomatenkennzeichens

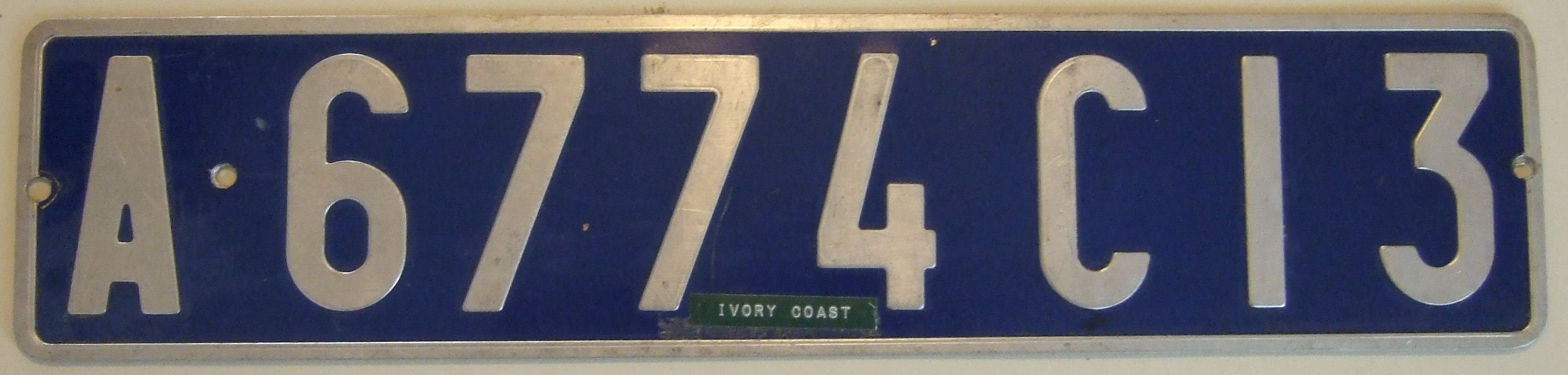
Kennzeichen 1976 bis 1992 aus der Region Savanes (3)

Die Kfz-Kennzeichen der Elfenbeinküste stechen im internationalen Vergleich vor allem durch ihre farbliche Gestaltung hervor. Der Hintergrund der Schilder ist blau, die Aufschrift weiß. Am rechten Rand befindet sich ein orangefarbenes Feld, das Nationalitätszeichen CI für französisch Côte d'Ivoire sowie den Landesumriss in einem Kreis zeigt. Die Aufschrift des Nummernschilds besteht zunächst aus vier Ziffern, gefolgt von zwei Buchstaben. Abschließend erscheint eine zweistellige Zahl, die die Herkunft des Fahrzeugs näher spezifiziert. Auf ivorischen Nummernschildern wird des Weiteren der Hersteller des Fahrzeugs sowie die Fahrgestellnummer eingraviert. Zur Bezeichnung der Fahrzeugmarke werden dabei die ersten drei Buchstaben verwendet (z. B. PEU für Peugeot).
Bei Diplomatenkennzeichen besitzt der Großteil des Kennzeichens einen orangefarbenen Grund. Das Feld am rechten Rand dagegen ist weiß, die komplette Aufschrift schwarz. Die Nummernschilder beginnen mit einer maximal dreistelligen Ziffernkombination, die das Herkunftsland verschlüsselt. Es folgen entweder die Buchstaben CC, CD, CMD oder MD sowie eine fortlaufende Nummer.
Bis 1991 wiesen die Kfz-Kennzeichen silberfarbene Schrift auf ebenfalls blauem Hintergrund auf. Die Schilder endeten mit den Buchstaben CI und der Provinz-Ziffer.
| Kode | Landesteil   | Region                             |
| ---- | ------------ | ---------------------------------- |
| 01   | Süd          | Lagunes, Sud-Comoé, Agnéby         |
| 02   | Zentrum-West | Haut-Sassandra, Fromager, Marahoué |
| 03   | Nord         | Savanes                            |
| 04   | Zentrum-Nord | Vallée du Bandama                  |
| 05   | Ost          | Moyen-Comoé                        |
| 06   | West         | Dix-Huit Montagnes                 |
| 07   | Zentrum      | Lacs, N’zi-Comoé                   |
| 08   | Nordost      | Zanzan                             |
| 09   | Südwest      | Bas-Sassandra                      |
| 10   | Nordwest     | Denguélé, Worodougou               |